# 开悟
悟，在佛教中与“迷”相对，是佛教徒的修行目的，指依佛陀所教導的真理修行而有所體會見地，獲得「體驗性的智慧」。
在廣義上等同於菩提、覺悟(究竟開悟)、覺；在禪宗的語言文化裡，也可以說成開悟、证悟、悟入（义为「趋入」）。禪宗所言的開悟，通常是指“明心見性”，即悟到真如實相，但未及證得究竟佛果，仍需繼續實修，但相對於凡夫對世間本質及生命實相的無所知道，已經有了初步的證量。

## 釋義
開悟即是禪宗所謂的「明心」，明心二字：一為明、二為心，以「能明」的心去找出「被明」的心，意即透過能明白思維的意識心去找到法界實相心。
首先，以《六祖壇經 行由品》為例：五祖以袈裟遮圍，為六祖慧能解說《金剛經》，談至『應無所住而生其心』，六祖言下大悟，說出：「何期自性本自清淨!何期自性本不生滅!何期自性本自具足!何期自性本無動搖!何期自性能生萬法!」，表示六祖所悟的自性，其體性本即清淨、從不生滅、本自具足、從無動搖、能生一切法。五祖聽後便確知六祖已悟其本性。
現以黃金為例：真正的黃金可藉由色澤、延展性、導電性、密度等特性來辨別。因此，必須符合前述所有特性的物質，方能說是黃金。若僅單取金黃色澤及導電性佳的特性，那麼黃銅也符合這兩種特性，但能說黃銅是黃金嗎？惟現今社會常有不知、不解實相心體性者，僅單取實相心其中一或二項體性，便表示其所證悟為實相內涵。例如單取自性中本無動搖之特性，便錯誤執取意識心為實相心，表明可以藉由修行(打坐、壓抑)令意識心一念不生，即稱已開悟，豈不如前所述，把黃銅當黃金嗎？
復舉《六祖壇經 機緣品》臥輪禪師偈「臥輪有伎倆，能斷百思想，對境心不起，菩提日日長。」即是壓抑自身對外在環境所生起之意識，就是以意識心為修證標的錯誤範例。本偈已由六祖破斥表示「此偈未明心地，若依而行之，是加繫縛。」；《六祖壇經 行由品》中神秀所說偈「身是菩提樹，心如明鏡臺，時時勤拂拭，勿使惹塵埃」亦是指導學人時時觀照其意識心，勿使著塵。若此法正確，則神秀即應承五祖衣缽為六代祖師才對，可見意識心絕非開悟標的。
壇經開示：法無頓、漸(般若品、頓漸品)，迷有疾遲。六祖蒙五祖教授金剛經後大悟。開悟只有大悟、頓悟，而悟後為次第進修，稱為漸修，非為漸悟。倘有小悟、漸悟而未見於六祖等開悟祖師大德著述中，豈非指責渠等吝法不願教受學人。
實相心體性則是所有大乘經典所共說：不生不滅、不垢不淨(本體清淨故說淨，惟因含藏不淨業種，需待歷緣對境後修學淨化故說垢)、本無動搖(自性心體無我性，若有我性，則世人造惡下墮，自性應會有我不要下墮之表示)等等體性。
是以綜上簡述，開悟明心是以意識心藉由聞、思、修，找到符合大乘經教中所描述實相心體性的心體。

## 三乘菩提的覺悟
覺悟佛法的道理，由於悟的內涵不同，所以分為三乘：聲聞乘人即是修學、覺悟聲聞菩提者；緣覺乘人即是修學、覺悟緣覺菩提者；賢聖菩薩乃至究竟佛即是覺悟佛菩提者。
依據《大般若波羅蜜多經》中所云：「菩提是因為證得法空義、證得真如義、證得實際義、證得法性義、證得法界義而可以稱為菩提」。
依據《優婆塞戒經》對於三種菩提意涵的解釋可知，由於三乘菩提的施設是基於覺悟的內涵不同，二乘菩提不能稱為佛菩提，也不能稱為大菩提，最大的差別在於能否成佛。三乘菩提意義的異同如下：
- 開悟的方法則是指通过佛教教法的聞思修的基礎學習，並以可令人開悟的禪法加以鍛鍊參悟而達到的覺悟境界，一般來說佛教中的開悟是指佛法智慧上的開啟突破，所以說是「開智悟理」[5]，而且是對佛法中的三乘菩提的內涵有所徹悟，尤其是指大乘佛菩提道，如禪宗行者因為禪法的修習後，或由教門之經教熏修後而一念相應，能證得不生不滅的真如法身，能現觀真如法身之真實與如如之體性。
- 廣義的開悟，除了大乘佛菩提道證得法界實相的真如法身之外，二乘解脫道的緣覺菩提及聲聞菩提則是覺悟世間的無常本質，那即是世間一切法皆是五蘊的無常變異相，這包含了色身、能知能覺的意識覺知心的色心自我，以及一切種種的五欲粗重身心覺受、因透過打坐觀想身心內外的殊勝相(如自見身高廣大、見自身漂浮於空中、見身放大光明、見自身來去宇宙虛空等)，以及經過正確的修定功夫而有的四禪八定的清淨禪定境界等，這一些皆是不離五蘊的境界，也仍然都是虛妄無常相。透過佛法四聖諦、八正道乃至因緣法的修習，確實勝解實證世間一切法皆是五陰虛妄、因緣假合，終能心得決定，斷除三縛結，這便是修習聲聞菩提與緣覺菩提行者的證解。
- 但也有人主張禅定（冥想）等修行方式在意識觉知心上的升华或突破。开悟者感受到神圣生命的本质———人类自身乃至一切众生是平等的，所以能够爱他者如愛自己。究竟开悟的人的内心因為經由證悟法界實相、生命本源並確實證知五陰虛妄；涵蓋在識陰中的意識心須藉許多緣而現起[6]，念念變異；所以是無常、是苦。由此漸斷我見,我執而解脫於三界,获得了终极的自由，所有的欲望、波动、烦恼熄灭了。佛陀将开悟简单地定义为“受苦的终结”。

### 聲聞菩提所悟
聲聞菩提之要義，是依聞佛之音聲說法，思惟修證佛所詳述或略述的五蘊十二處六入十八界之意涵，因此而可以斷除我見，進而修除我執而後能出離三界輪迴，所以才叫做聲聞；聲聞菩提就是意謂著經由聽聞佛或善知識的音聲說法，而覺悟一切有情無我(覺悟蘊、處、界空相)，因如此而覺悟所以稱為聲聞菩提。

聲聞種性的學人，體認陰、處、界等一切法是無常、因為無常所以是苦、是空、是無我，因此斷除身見而說為覺悟。聲聞弟子聽聞如來開示四聖諦，依教觀察：一切色無常，由因緣所生之色，更是無常變易之法，由此正確的觀察色陰無常。
為何六識身無常？由眼、色為緣生眼識，乃至意、法為緣生意識，由此正觀察眼識、耳識、鼻識、舌識、身識、意識等六識身皆由他因、他緣而得出生，故知六識身無常。
為何六受身無常？由眼、色為緣生眼識，由眼、色、眼識三事和合生眼觸，因眼、色、眼識、眼觸為緣生眼受；乃至意、法為緣生意識，由意、法、意識三事和合生意觸，因意、法、意識、意觸為緣生意受，由此正確觀察六受身無常。
為何六想身無常？由眼、色為緣生眼識，由眼、色、眼識三事和合生眼觸，因眼、色、眼識、眼觸為緣生眼想，乃至意、法為緣生意識，由意、法、意識三事和合生意觸，因意、法、意識、意觸為緣生法想，由此正確觀察六想身無常。
為何六思身無常？由眼、色為緣生眼識，由眼、色、眼識三事和合生眼觸，因眼、色、眼識、眼觸為緣生眼思，乃至意、法為緣生意識，由意、法、意識三事和合生意觸，因意、法、意識、意觸為緣生法思，由此正確觀察六思身無常。
聲聞弟子如實、如理觀察五陰我、十八界我無常，無常者是苦，無常者是空，無常者無我
，因此不論是過去、現在、未來、粗、細、好、醜、遠、近的五陰、十八界，皆不見此五陰、十八界是我，不見異我，也不見相在於我，是為聲聞菩提之覺悟。
聲聞弟子已經如實覺悟五陰、十八界無常、苦、空、無我，已斷了三縛結，所以不敢因為貪求色、受、想、行、識的韻味而造惡
，佛說這樣的弟子，即使放逸也可以天上人間極盡七有，而究竟苦邊。
如果這位聲聞弟子現在修不放逸行，中間不死的話，或者現世得阿那含果，或者得阿羅漢果，成為人天應供。

### 緣覺菩提所悟
緣覺菩提之要義，是指緣覺行者藉由思惟因緣觀而親證蘊處界空；因為不同於聲聞是依聞佛之音聲而悟入，所以不稱為聲聞菩提，而稱為緣覺菩提，因為此乘行者是緣於世間一切法而覺悟，因如此覺悟故所以稱緣覺菩提。

緣覺種性的行者，因體認十二因緣，知此事有故而彼事有；知因此事起故而彼事得生，得此智慧斷除身見而說為覺悟。
緣覺行者見此世間無常，乃至思維「為何有我此無常之身，受老、病、死苦呢？」他如實觀察是「因為有『生』這個法，因為我『出生』了，才有我受老、病、死苦」。
那為何有『生』呢？他如理觀察是因為有『有』這個法，因為我母親懷有我的胎藏，所以才有我的出生。
那為何有『有』呢？他如理觀察是因為有『取』這個法，因為我父母行欲，由『欲取』為因，所以有了我的胎藏。
那為何有『取』呢？他如理觀察是因為有『愛』這個法，因為對欲行的『貪愛』故取，而有我胎藏，乃至出生受老死苦。
那為何有『愛』呢？他如理觀察是因為有『受』這個法，因為此欲行有所『覺受』，由樂求此覺受的韻味故愛，由愛故取，乃至有生。
那為何有『受』呢？他如理觀察是因為有『觸』這個法，因為欲行有所『接觸』，因為接觸故有覺受、然後有貪愛、乃至有生等。
那為何有『觸』呢？他如理觀察是因為有『六入』法，由眼入色、身入觸乃至意入法，由入到觸乃至此欲受引生貪愛等法，皆因為有『六入』法。
那為何有『六入』呢？他如理觀察是因為有『名色』法，由於有名身和色身，所以才有此『六入』、觸、愛等法。
那為何有『名色』呢？他如理觀察必有一入胎『識』入胎、出生名色，由於『入胎識』故才有名色、六入、觸、受、愛、取、有等法出生。
那為何有『識』呢？他如理觀察思維此入胎『識』已，出生之法到此為止了，他發現『識』並不是被出生的法，如果『識』是被出生的法，此一切都將成為無因而有的斷滅法，那先前所觀察的因果次序就不能成立，所以並無他法出生此『入胎識』。
那為何『識』會出生『名色』呢？他再如理觀察思維此『識』和名色的關係，由於父母的名色行欲，而我前世的名色也貪愛此欲行，以至於當我父母和合之時，入胎『識』前去投胎，執持母親腹中胎藏，然後再有我這一『名色』的出生，原來由於先有識故才有名色轉；又由於名色有故而又轉於識，由此三世輪轉無有休息。
「那我要如何中止這樣的輪轉而得解脫呢？」此緣覺行者再如理思維觀察，如果我不『貪愛』欲行，當我父母『行欲』之時，『入胎識』不取父精母血，不住我母親胎中
，不住我母親胎中者，即無我此名色出生，受此老病死等種種苦處，不受生者豈不解脫老病死苦了嗎？
此行者順、逆推求，反復觀察，如理思維，終於確認此法真實
，終於從輪轉生死的迷霧中，覺悟此三世十二因緣法，於是他決定精進，修不放逸行終究證得因緣覺的極果，他如果生在無佛法的時代，自覺自證則成為辟支佛（獨覺佛），如是聲聞弟子的緣覺行者，則成為緣覺阿羅漢。

### 佛菩提所悟
佛菩提亦稱為大乘菩提，或稱大菩提。主要是因為大乘行者能夠依之而成佛，所以稱為佛菩提；由於佛菩提具備一切智及一切種智，至高無上，究竟無比，才能夠稱為大；佛菩提又稱為大菩提，主要是因為聲聞菩提及緣覺菩提是二乘所證的菩提，二乘菩提所覺悟的智慧，只能成就出離三界分段生死的解脫果，不能成佛，佛菩提也涵蓋二乘菩提，所以才能稱為大菩提。大乘菩薩若得證悟大乘菩提，不論證悟後是否證得有餘涅槃，證悟大乘菩提後皆必依於大悲之心，而發起世世受生、永不入無餘涅槃之大願；世世自度，並且也如是教人轉而度化有情。如是長時劫自度度他，無有疲厭乃至成佛，其中所度眾生無量，才能被稱為大乘菩提，也因此大乘菩提亦可被稱為大佛菩提。

佛菩提的開悟，就是親證如來藏（阿賴耶識），這個實相心。
|  | 《大方等如來藏經》卷1：「善男子！一切眾生雖在諸趣，煩惱身中有如來藏，常無染污、德相備足、如我無異。」 《楞伽阿跋多羅寶經》卷4：「佛告大慧：『如來之藏，是善不善因，能遍興造一切趣生。 譬如伎兒，變現諸趣，離我、我所。不覺彼故，三緣和合方便而生。外道不覺，計著作者。為無始虛偽惡習所薰，名為識藏。 生無明住地，與七識俱。如海浪身，常生不斷。離無常過、離於我論，自性無垢，畢竟清淨。』」 《大般涅槃經》卷7：「佛言：『善男子！我者，即是如來藏義；一切眾生悉有佛性，即是我義。如是我義，從本已來，常為無量煩惱所覆，是故眾生不能得見。』」 |

菩薩種性的佛弟子，聽聞佛說如來藏（阿賴耶識），德相備足如佛無異，志心信樂，想要實證這個人人都有的實相心，想要悟知這個離我、我所的自性清淨涅槃妙心，想要成就阿耨多羅三藐三菩提。
於是菩薩常隨善知識修學般若波羅蜜多，菩薩常隨善知識熏習，如來藏（阿賴耶識）是本來自性清淨涅槃妙心，能出生五陰、六入、十二處、十八界法，一切世、出世間法皆由此而出生得證，當菩薩修學六度萬行至般若波羅蜜多，滿足第六住位時，般若波羅蜜多正觀現在前時，即是親證如來藏（阿賴耶識）實相心，再值佛菩薩等善知識所攝護，而入菩薩第七住位（或說初地菩薩以上），即成為不退位菩薩，正式邁向成佛之道。

## 部分的開悟

### 離常見的開悟
《楞伽阿跋多羅寶經》卷2：「佛告大慧：『我說如來藏，不同外道所說之我。大慧！有時說空、無相、無願、如、實際、法性、法身、涅槃、離自性、不生不滅、本來寂靜、自性涅槃，如是等句，說如來藏已。如來、應供、等正覺，為斷愚夫畏無我句故，說離妄想、無所有境界如來藏門。』」
那如何是常見呢？以色、受、想、行、識的少分或多分為恆常不壞的我，是為常見論者。
《雜阿含經》卷3：「世尊告諸比丘：『有五受陰，謂色受陰、受、想、行、識受陰。愚癡無聞凡夫無慧、無明，於五受陰，生我見、繫著，使心繫著而生貪欲。』」
又《雜阿含經》卷5：「見今世後世真實是我，如所知說者，則是常見。」
《中阿含經》中有這樣記載：佛說有四種常見神我的施設。「第一種人認為，有一個微細色法是真實我能往來三世；第二種人否定有微細色是真實我，而認為有一個無量無邊的色法是真實我能往來三世
；第三種人否定有微細色法是真實我，也否定有無量無邊的色法是真實我，而認為有一個微細的覺知法為真實我能往來三世；第四種人否定有微細色法是真實我，也否定有無量無邊的色法是真實我，也否定有微細的覺知法為真實我，而認為有一個無量無邊的覺知法為真實我能往來三世。 」經中所說是為四種常見者 。

### 離斷滅見的開悟
《楞伽阿跋多羅寶經》卷1：「如是大慧！轉識藏識真相若異者，藏識非因；若不異者，轉識滅藏識亦應滅。而自真相實不滅。是故大慧！非自真相識滅，但業相滅。若自真相滅者，藏識則滅。大慧！藏識滅者，不異外道斷見論議。」
那如何是斷滅見呢？以色、受、想、行、識為現在的我，而不認為命終後還有未來世的我，是為斷滅見者。如《雜阿含經》卷5佛說：「見現在世真實是我，如所知說者，名曰斷見。」
又《中阿含經》也有記載：佛說有一種執著斷滅無我的施設。「有一種人，否定有微細色法是真實我，也否定有無量無邊的色法是真實我，也否定有微細的覺知法為真實我，也否定有無量無邊的覺知法為真實我，當他身壞命終時，這個真實的神我離開微細色、無量無邊色、微細覺、無量無邊覺時，他還是執著無真實我的看法。」是為一種斷滅見者。

### 菩薩的開悟
在《解深密經》中佛曾說：「阿陀那識（如來藏、阿賴耶識）的行相非常地微細、奧妙、難得親證，所含藏的一切法種，尤如瀑布激流一般不斷流注出來！阿陀那識的深妙並非凡夫、未親證的聲聞聖人所知，所以我對凡夫、未親證的二乘愚人並不開演此深妙的實相之法，是唯恐那凡夫、愚人之輩因為沒有親證的緣故，將阿陀那識（阿賴耶識）妄自分別，錯誤地認作為意識心我。」
佛在《楞嚴經》中也再次提及相同語意的偈語：「陀那微細識，習氣成暴流，真非真恐迷，我常不開演。」
「如果人不能滅除過去養成積聚的滯礙煩惱的話，你就教這人，一心一意地誦持佛頂光明魔訶薩怛多般怛啰無上神咒。這是從如來無上頂中由無為心佛發射出光輝，坐在寶蓮花上宣說的心咒。況且你前世與摩登伽女有無數劫的因緣，恩恩愛愛的雜染習氣已不是一生一劫的了，只要一宣揚這個神咒，便會使你永遠脫離恩愛之心，成就阿羅漢果位。那些還陷在淫行之中的女子，雖然還沒發心修行，但是神咒之力仍在冥冥之中幫助她們，很快便令她們証得了無學果位。為什麼要說你們這些在法會的聲聞求証最上乘的道，決定成就佛果，就像在順風中揚塵一樣，不會有什麼艱難危險，如果在末法之世想要安坐道場，就先要持守比丘的清淨禁戒，特別應當選擇持戒精嚴清淨最上的沙門，作為他們的導師。如果他們沒有遇到真正的持戒清淨的僧侶，那麼，你的持戒律儀必然不會有所成就，戒律成就之後，穿上新做的清潔衣服，點燃香在屋內安坐，誦唸這心佛所說的神咒一百零八遍，然後設置戒壇，建立道場，並懇請住在這國土中的十方無上如來，放射大慈悲智光，以給道場灌頂加持。阿難，身處這樣末法之世，持戒清淨的比丘、比丘尼、俗人施主，心中已滅除了貪淫，持守著佛的清淨戒律，在這道場中，發心修持菩薩願行。他們在出入道場時都要沐浴淨身，早晨、中午、黃昏、初夜、中夜、後夜的時間裡都在修行道中，這樣不睡不眠，經過二十一日，我便會顯現自己的身相，來到這人面前，安慰他的心，為他摩頂加持，使他開悟得獲無上覺。」

## 更為廣泛的義涵
有時經中對於疑惑的釐清，而其內涵尚不等於佛法中覺悟的實質，確能對於將來的覺悟有所助力，也更廣義的使用「開悟」一詞。
例如，《阿含經》中記載，摩揭陀國頻婆沙羅王與韋提希后之子阿闍世王，為了獲得王位，不惜害得他的父親頻婆沙羅王自殺。事後心中常有疑悔，擔憂來世是否會有報應，因此常常問人，尋求心靈導師，訪求諸外道。然而諸外道皆言不及義，後來經由壽命童子推薦，在疑惑與不安中前去求見釋迦牟尼佛，並以現在正在修學清淨梵行之出家人、在家人，是否能獲得現世果報為例，請問於釋迦牟尼佛。佛舉例：即使以依賴國王賜予為生的僕人、寄食客人以信出家，現世即可得阿闍世王禮敬供養；若證阿羅漢果者，命終尚得阿闍世王立塔為例，令阿闍世王以無根信，信有因果律存在，阿闍世王決定信佛因果，隨即向佛發露懺悔殺害父親的罪行，並請佛到王宮接受阿闍世王的供養。